# Sentier maritime
Pour les articles homonymes, voir Sentier.
Un sentier maritime ou route bleue est un circuit navigable, organisé par les utilisateurs de la mer, partout dans le monde.
Ces routes navigables pour les kayaks de mer et les autres petites embarcations sont cartographiées mais non balisées.
Enfin, les sentiers maritimes sont utilisés par les amateurs de plaisance et ce sont majoritairement des bénévoles qui les entretiennent.
Des forfaits, un programme de sensibilisation à la sécurité et à l'environnement, sont souvent disponible auprès des organismes responsables[Lesquels ?].